# Shang-Chi a legenda o deseti prstenech
Shang-Chi a legenda o deseti prstenech (v anglickém originále Shang-Chi and the Legend of the Ten Rings) je americký akční film z roku 2021 režiséra Destina Daniela Crettona, natočený na motivy komiksů z vydavatelství Marvel Comics o superhrdinovi Shang-Chi. V titulní roli se představil Simu Liu, v dalších rolích se objevili Tony Leung a Awkwafina. Jedná se o 25. snímek filmové série Marvel Cinematic Universe.
Natáčení bylo zahájeno na začátku roku 2020 v Austrálii. Datum premiéry bylo původně stanoveno na 12. února 2021. Kvůli pandemii covidu-19 bylo vydání od jara 2020 několikrát odloženo, nakonec byl snímek uveden v kinech dne 3. září 2021. V Česku měl snímek premiéru 2. září 2021.

## Příběh
Před tisíci lety objevil Xu Wenwu deset prstenů, které poskytují nesmrtelnost a sílu. Založí organizaci Deset prstenů, s níž dobývá království a svrhává vlády v průběhu historie. V roce 1996 Wenwu hledá mytickou vesnici Ta Lo. Do vesnice se pokouší dostat kouzelným lesem, ale je zastaven strážkyní Ying Li. Během boje se do sebe zamilují a začnou spolu trávit čas. Když vesničané z Ta Lo odmítnou Wenwua, aby byl v jejich vesnici, Ying Li se rozhodne odejít s ním z vesnice. V následujících letech mají dvě děti – Shang-Chiho a Xialing. Během žití s rodinou Wenwu opustí vedení organizace a zamkne deset prstenů do krabičky.
Když bylo Shang-Chimu sedm let, jeho matka Ying Li je zavražděna Wenwuovými nepřáteli. Wenwu se rozhodne si znovu vzít deset prstenů, pomstít svou ženu a opět se ujmout vedení své organizace. Přiměje Shang-Chiho podstoupit brutální výcvik v bojových uměních, ale zároveň nedovolí Xialing trénovat s ostatními, takže se sama musí učit tajně. Jakmile dosáhl Shang-chi 14 let, pošle ho Wenwu, aby zavraždil vůdce organizace, která zavraždila jeho matku. Shang-chi však během mise uteče do San Francisca a změní si své jméno na Shauna.
V současnosti Shang-Chi pracuje jako komorník se svou nejlepší kamarádkou Katy, která o jeho minulosti neví. Během cesty do práce ho však v autobuse napadne Deset prstenů, kteří ukradnou jeho přívěšek, který mu dala jeho matka Li. Wenwu anonymně poskytne Shang-Chimu polohu Xialing prostřednictvím pohlednice. Shang-Chi se rozhodne se s ní setkat, protože se bojí, že Deset prstenů půjde i po Xialing. Shang-chi odhalí svou minulost Katy, která trvá na tom, že mu pomůže. Najdou Xialing v podzemním bojovém klubu v Macau, který založila poté, co v mladém věku utekla od Wenwua. Deset prstenů zaútočí na bojový klub a Wenwu přijde, aby zajal Shang-Chiho, Katy, Xialing.
Jsou odvedeni do areálu Deseti prstenů, kde Wenwu pomocí přívěsků odhalí mystickou mapu vedoucí k Ta Lo. Wenwu vysvětlí, že slyšel Li volat na něj a věří, že byla držena v zajetí v Ta Lo za zapečetěnou bránou. Když jeho děti a Katy protestují, uvězní je. Tito tři se setkají s bývalým hercem Trevorem Slatterym, kterého Deset prstenů uvěznilo za to, že se vydával za Wenwua, a jeho hundunského společníka Morrise, který jim nabídne, že je dovede do Ta Lo.
Skupina uteče do Ta Lo, vesnice, která existuje v oddělené dimenzi s různými čínskými mytologickými stvořeními. Setkávají se s Ying Nan, tetou Shang-Chiho a Xialing, která jim vysvětlí historii Ta Lo. Druhý den však Wenwu a Deset prstenů přichází a zaútočí. Wenwu přemůže Shang-Chiho a zaútočí na Bránu. To umožní některým přisluhovačům "Obyvatele" uniknout, kteří díky tomu mohou vysávat duše a posilnit tak Obyvatele. Deset prstenů spojí síly s vesničany z Ta Lo, aby s nimi bojovali. Shang-Chi je oživen Velkým ochráncem, který opustí jezero, aby bojoval s přisluhovači. Wenwu a Shang-Chi bojují ještě jednou a Shang-Chi získá převahu, ale rozhodne se ušetřit Wenwua. Obyvatel unikne a zaútočí na Shang-Chiho. Wenwu zachrání Shang-Chiho a odkáže mu prsteny, než ho zabije Obyvatel. Shang-Chi, Velký ochránce, Xialing a Katy bojují a porazí Obyvatele a zabijí ho. Poté se Shang-Chi a Katy vrátí do San Francisca, kde jsou čarodějem Wongem povoláni do Kamar-Taj.
Ve titulkové scéně Wong představí Shang-Chiho a Katy Bruce Bannerovi a Carol Danversové, zatímco zkoumá původ prstenů. Zjistí, že těch deset prstenů funguje jako maják. V potitulkové scéně se Xialing stává novou vůdkyní Deseti prstenů, přestože řekla Shang-Chimu, že se chystá organizaci rozpustit.

## Obsazení
- Simu Liu jako Xu Shang-Chi / Shaun
- Awkwafina jako Katy
- Meng'er Zhang jako Xialing
- Fala Chen jako Ying Li
- Tony Leung jako Xu Wenwu
- Michelle Yeoh jako Ying Nan Nan
- Florian Munteanu jako Razor Fist
- Benedict Wong jako Wong
- Ben Kingsley jako Trevor Slattery

V dalších rolích se objevil Ronny Chieng, Yuen Wah, Jodi Long, Dallas Liu, Paul He, Tsai Chin, Andy Le, Stephanie Hsu, Kunal Dudhekar, Zach Cherry, Dee Baker, Jade Xu a Tim Roth jako Emil Blonsky / Abomination z filmu Neuvěřitelný Hulk. Mark Ruffalo a Brie Larson se objevili v titulkové scéně, kde si zahráli své postavy z MCU Bruce Bannera a Carol Danversovou.